# 暫准駕駛執照

P牌標準顏色「小字牌」

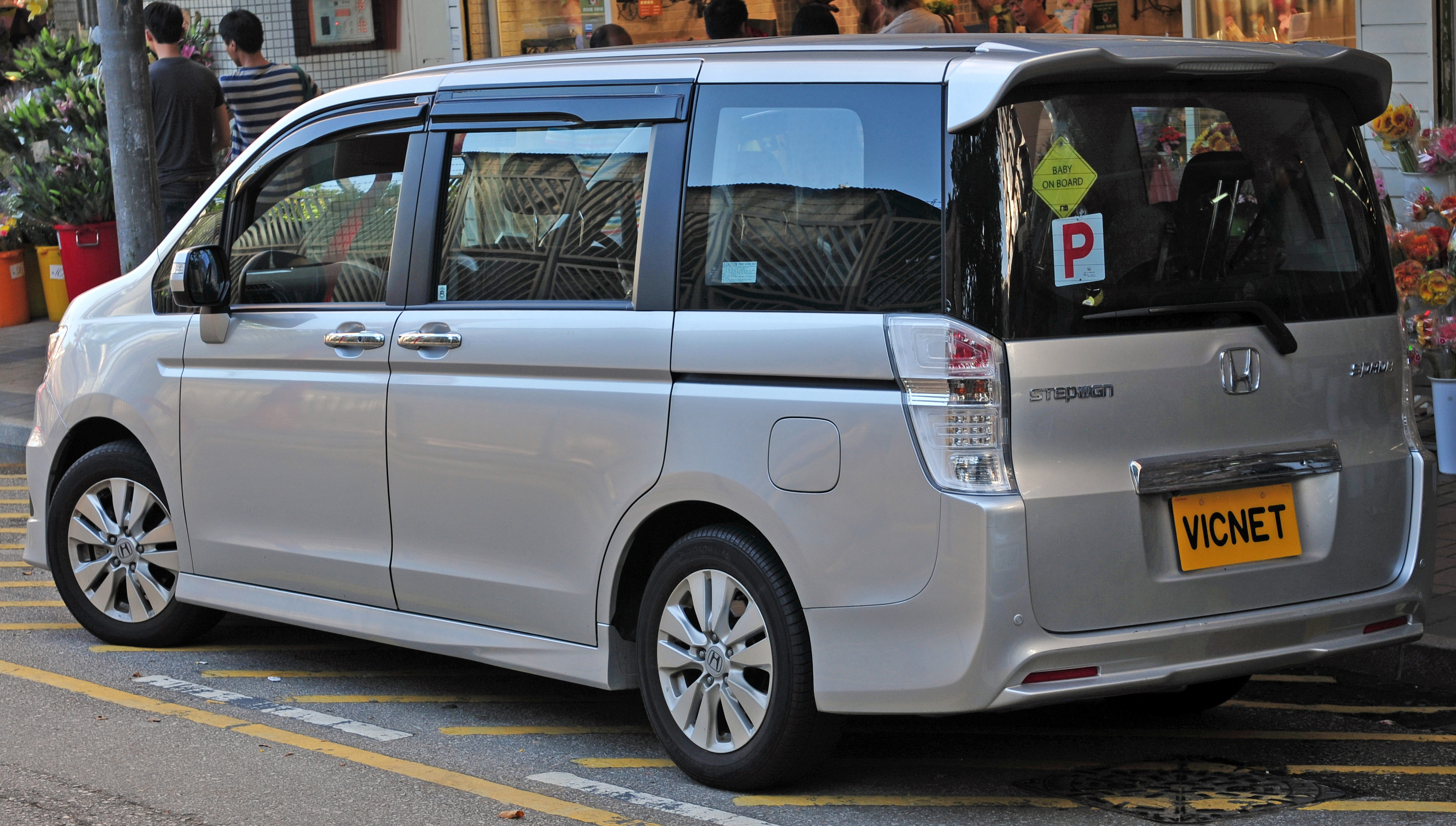
掛上P牌的本田Stepwgn

暫准駕駛執照（英語：Probationary driving license，俗稱P牌）是香港運輸署對缺乏經驗的車輛新手駕駛者（俗稱P牌仔）發出的一種特別的駕駛執照，自2000年10月1日起於摩托車（3號牌）及機動三輪車（22號牌）實施，及後於2009年2月9日起擴展至私家車（1號牌）及輕型貨車（2號牌）。
在這個制度之下，報考以上駕駛考試獲取合格的駕駛者，只可申請暫准駕駛執照，並接受為期12個月之暫准駕駛期。
駕駛者若持有3年或以上有效的私家車正式駕駛執照，可在輕型貨車考試及格後申領輕型貨車正式駕駛執照，毋須通過有關暫准駕駛期。
如果駕駛者持有2年或以上有效的私家車正式駕駛執照，而該執照是在完成有關暫准駕駛期後獲發的，則可在輕型貨車考試及格後申領輕型貨車的正式駕駛執照，毋須經過有關暫准駕駛期。

## 注意事項
暫准駕駛執照持有人除遵守一般道路守則外，必須遵守以下規定：
- 在其駕駛之車輛的前方及後方掛上寫有「P」字的牌（私家車或輕型貨車可在擋風玻璃左邊掛上寫有「P」字的牌）
- 駕駛電單車或機動三輪車時不得接載其他乘客。
- 在時速限制70公里以上道路行車時，車速不可超過70公里。
- 在三線或以上的快速公路上，不可使用最右的行車線（快線）。

暫准期屆滿後，即可在3年內申請正式駕駛執照。
若暫准期內，駕駛暫准駕駛執照指定的車種觸犯道路交通違例事項被定罪者，若違反交通違例記分制之中的記3分或5分項目，或上述規定一次，全部當期間的暫准駕駛執照可被延長暫准期6個月（如個別執照在之後取得正式執照，會被取消直至新的暫准期滿為止）；若違反交通違例記分制之中的記3分或5分項目，或上述規定2次，或違反交通違例記分制之中的記10分項目一次，會被取消暫准駕駛資格，並須重新報考駕駛考試，並取得新的暫准駕駛執照及完成新的暫准駕駛期，才能申請正式駕駛執照。

## 外部連結
- 香港運輸署：道路使用貼士 > 駕駛者的暫准駕駛執照
- 香港運輸署：道路安全 > 駕駛汽車安全指引 > 駕駛者的暫准駕駛執照 （页面存档备份，存于）